# Città del Texas (A-C)
Lista delle città del Texas, Stati Uniti d'America, comprendente i comuni (city, town e village) e i census-designated place (CDP). La lista seguente comprende le città dalla lettera A alla lettera C.
I dati sono dell'USCB, riferiti al censimento del 2010.
| Località                 | Status  | Cens. 2010 |
| ------------------------ | ------- | ---------- |
| Abbott                   | city    | 356        |
| Abernathy                | city    | 2805       |
| Abilene                  | city    | 117063     |
| Abram                    | CDP     | 2067       |
| Ackerly                  | city    | 220        |
| Addison                  | town    | 13056      |
| Adrian                   | city    | 166        |
| Agua Dulce               | CDP     | 3014       |
| Agua Dulce               | city    | 812        |
| Aguilares                | CDP     | 21         |
| Airport Heights          | CDP     | 161        |
| Airport Road Addition    | CDP     | 93         |
| Alamo                    | city    | 18353      |
| Alamo Heights            | city    | 7031       |
| Alba                     | town    | 504        |
| Albany                   | city    | 2034       |
| Aldine                   | CDP     | 15869      |
| Aledo                    | city    | 2716       |
| Alfred                   | CDP     | 91         |
| Alice                    | city    | 19104      |
| Alice Acres              | CDP     | 490        |
| Allen                    | city    | 84246      |
| Alma                     | town    | 331        |
| Alpine                   | city    | 5905       |
| Alto                     | town    | 1225       |
| Alto Bonito Heights      | CDP     | 342        |
| Alton                    | city    | 12341      |
| Alvarado                 | city    | 3785       |
| Alvin                    | city    | 24236      |
| Alvord                   | town    | 1334       |
| Amada Acres              | CDP     | 92         |
| Amargosa                 | CDP     | 291        |
| Amarillo                 | city    | 190695     |
| Amaya                    | CDP     | 93         |
| Ames                     | city    | 1003       |
| Amherst                  | city    | 721        |
| Amistad                  | CDP     | 53         |
| Anacua                   | CDP     | 12         |
| Anahuac                  | city    | 2243       |
| Anderson                 | city    | 222        |
| Andrews                  | city    | 11088      |
| Angleton                 | city    | 18862      |
| Angus                    | city    | 414        |
| Anna                     | city    | 8249       |
| Annetta                  | town    | 1288       |
| Annetta North            | town    | 518        |
| Annetta South            | town    | 526        |
| Annona                   | town    | 315        |
| Anson                    | city    | 2430       |
| Anthony                  | town    | 5011       |
| Anton                    | city    | 1126       |
| Appleby                  | city    | 474        |
| Aquilla                  | city    | 109        |
| Aransas Pass             | city    | 8204       |
| Archer City              | city    | 1834       |
| Arcola                   | city    | 1642       |
| Argyle                   | city    | 3282       |
| Arlington                | city    | 365438     |
| Arp                      | city    | 970        |
| Arroyo Colorado Estates  | CDP     | 997        |
| Arroyo Gardens           | CDP     | 456        |
| Asherton                 | city    | 1084       |
| Aspermont                | town    | 919        |
| Atascocita               | CDP     | 65844      |
| Athens                   | city    | 12710      |
| Atlanta                  | city    | 5675       |
| Aubrey                   | city    | 2595       |
| Aurora                   | city    | 1220       |
| Austin                   | city    | 790390     |
| Austwell                 | city    | 147        |
| Avery                    | town    | 482        |
| Avinger                  | town    | 444        |
| Azle                     | city    | 10947      |
| Bacliff                  | CDP     | 8619       |
| Bailey                   | city    | 289        |
| Bailey's Prairie         | village | 727        |
| Baird                    | city    | 1496       |
| Balch Springs            | city    | 23728      |
| Balcones Heights         | city    | 2941       |
| Ballinger                | city    | 3767       |
| Balmorhea                | city    | 479        |
| B and E                  | CDP     | 518        |
| Bandera                  | city    | 857        |
| Bangs                    | city    | 1603       |
| Banquete                 | CDP     | 726        |
| Bardwell                 | city    | 649        |
| Barrera                  | CDP     | 108        |
| Barrett                  | CDP     | 3199       |
| Barry                    | city    | 242        |
| Barstow                  | city    | 349        |
| Bartlett                 | city    | 1623       |
| Barton Creek             | CDP     | 3077       |
| Bartonville              | town    | 1469       |
| Bastrop                  | city    | 7218       |
| Batesville               | CDP     | 1068       |
| Bay City                 | city    | 17614      |
| Bayou Vista              | city    | 1537       |
| Bayside                  | town    | 325        |
| Baytown                  | city    | 71802      |
| Bayview                  | town    | 383        |
| Beach City               | city    | 2198       |
| Bear Creek               | village | 382        |
| Beasley                  | city    | 641        |
| Beaumont                 | city    | 118296     |
| Beckville                | city    | 847        |
| Bedford                  | city    | 46979      |
| Bedias                   | city    | 443        |
| Bee Cave                 | city    | 3925       |
| Beeville                 | city    | 12863      |
| Bellaire                 | city    | 16855      |
| Bellevue                 | city    | 362        |
| Bellmead                 | city    | 9901       |
| Bells                    | town    | 1392       |
| Bellville                | city    | 4097       |
| Belton                   | city    | 18216      |
| Benavides                | city    | 1362       |
| Benbrook                 | city    | 21234      |
| Benjamin                 | city    | 258        |
| Benjamin Perez           | CDP     | 34         |
| Berryville               | town    | 975        |
| Bertram                  | city    | 1353       |
| Beverly Hills            | city    | 1995       |
| Bevil Oaks               | city    | 1274       |
| Bigfoot                  | CDP     | 450        |
| Big Lake                 | city    | 2936       |
| Big Sandy                | town    | 1343       |
| Big Spring               | city    | 27282      |
| Big Thicket Lake Estates | CDP     | 742        |
| Big Wells                | city    | 697        |
| Bishop                   | city    | 3134       |
| Bishop Hills             | town    | 193        |
| Bixby                    | CDP     | 504        |
| Blackwell                | city    | 311        |
| Blanco                   | city    | 1739       |
| Blanket                  | town    | 390        |
| Blessing                 | CDP     | 927        |
| Bloomburg                | town    | 404        |
| Blooming Grove           | town    | 821        |
| Bloomington              | CDP     | 2459       |
| Blossom                  | city    | 1494       |
| Blue Berry Hill          | CDP     | 866        |
| Blue Mound               | city    | 2394       |
| Blue Ridge               | city    | 822        |
| Bluetown                 | CDP     | 356        |
| Blum                     | town    | 444        |
| Boerne                   | city    | 10471      |
| Bogata                   | city    | 1153       |
| Boling                   | CDP     | 1122       |
| Bolivar Peninsula        | CDP     | 2417       |
| Bonanza Hills            | CDP     | 37         |
| Bonham                   | city    | 10127      |
| Bonney                   | village | 310        |
| Booker                   | town    | 1516       |
| Borger                   | city    | 13251      |
| Botines                  | CDP     | 117        |
| Bovina                   | city    | 1868       |
| Bowie                    | city    | 5218       |
| Box Canyon               | CDP     | 34         |
| Boyd                     | town    | 1207       |
| Boys Ranch               | CDP     | 282        |
| Brackettville            | city    | 1688       |
| Brady                    | city    | 5528       |
| Brazoria                 | city    | 3019       |
| Brazos Bend              | city    | 305        |
| Brazos Country           | city    | 469        |
| Breckenridge             | city    | 5780       |
| Bremond                  | city    | 929        |
| Brenham                  | city    | 15716      |
| Briar                    | CDP     | 5665       |
| Briarcliff               | village | 1438       |
| Briaroaks                | city    | 492        |
| Bridge City              | city    | 7840       |
| Bridgeport               | city    | 5976       |
| Bristol                  | CDP     | 668        |
| Broaddus                 | town    | 207        |
| Bronte                   | town    | 999        |
| Brookshire               | city    | 4702       |
| Brookside Village        | city    | 1523       |
| Browndell                | city    | 197        |
| Brownfield               | city    | 9657       |
| Brownsboro               | city    | 1039       |
| Brownsville              | city    | 175023     |
| Brownwood                | city    | 19288      |
| Bruceville-Eddy          | city    | 1475       |
| Brundage                 | CDP     | 27         |
| Bruni                    | CDP     | 379        |
| Brushy Creek             | CDP     | 21764      |
| Bryan                    | city    | 76201      |
| Bryson                   | city    | 539        |
| Buchanan Dam             | CDP     | 1519       |
| Buchanan Lake Village    | CDP     | 692        |
| Buckholts                | town    | 515        |
| Buda                     | city    | 7295       |
| Buena Vista              | CDP     | 102        |
| Buffalo                  | city    | 1856       |
| Buffalo Gap              | town    | 464        |
| Buffalo Springs          | village | 453        |
| Bullard                  | town    | 2463       |
| Bulverde                 | city    | 4630       |
| Buna                     | CDP     | 2142       |
| Bunker Hill Village      | city    | 3633       |
| Burkburnett              | city    | 10811      |
| Burke                    | city    | 737        |
| Burleson                 | city    | 36690      |
| Burnet                   | city    | 5987       |
| Burton                   | city    | 300        |
| Butterfield              | CDP     | 114        |
| Byers                    | city    | 496        |
| Bynum                    | town    | 199        |
| Cactus                   | city    | 3179       |
| Caddo Mills              | city    | 1338       |
| Caldwell                 | city    | 4104       |
| Callender Lake           | CDP     | 1039       |
| Callisburg               | city    | 353        |
| Calvert                  | city    | 1192       |
| Camargito                | CDP     | 388        |
| Cameron                  | city    | 5552       |
| Cameron Park             | CDP     | 6963       |
| Campbell                 | city    | 638        |
| Campo Verde              | CDP     | 132        |
| Camp Swift               | CDP     | 6383       |
| Camp Wood                | city    | 706        |
| Canadian                 | city    | 2649       |
| Caney City               | town    | 217        |
| Canton                   | city    | 3581       |
| Cantu Addition           | CDP     | 188        |
| Canutillo                | CDP     | 6321       |
| Canyon                   | city    | 13303      |
| Canyon Creek             | CDP     | 916        |
| Canyon Lake              | CDP     | 21262      |
| Cape Royale              | CDP     | 670        |
| Carbon                   | town    | 272        |
| Carlsbad                 | CDP     | 719        |
| Carl's Corner            | town    | 173        |
| Carmine                  | city    | 250        |
| Carrizo Hill             | CDP     | 582        |
| Carrizo Springs          | city    | 5368       |
| Carrollton               | city    | 119097     |
| Carthage                 | city    | 6779       |
| Casa Blanca              | CDP     | 54         |
| Casas                    | CDP     | 39         |
| Cashion Community        | city    | 348        |
| Castle Hills             | city    | 4116       |
| Castroville              | city    | 2680       |
| Catarina                 | CDP     | 118        |
| Cedar Hill               | city    | 45028      |
| Cedar Park               | city    | 48937      |
| Cedar Point              | CDP     | 630        |
| Celeste                  | city    | 814        |
| Celina                   | city    | 6028       |
| Center                   | city    | 5193       |
| Centerville              | city    | 892        |
| Central Gardens          | CDP     | 4347       |
| Cesar Chavez             | CDP     | 1929       |
| Chandler                 | city    | 2734       |
| Channelview              | CDP     | 38289      |
| Channing                 | city    | 363        |
| Chaparrito               | CDP     | 114        |
| Chapeno                  | CDP     | 47         |
| Charlotte                | city    | 1715       |
| Chester                  | town    | 312        |
| Chico                    | city    | 1002       |
| Childress                | city    | 6105       |
| Chillicothe              | city    | 707        |
| Chilton                  | CDP     | 911        |
| China                    | city    | 1160       |
| China Grove              | town    | 1179       |
| China Spring             | CDP     | 1281       |
| Chireno                  | city    | 386        |
| Christine                | town    | 390        |
| Christoval               | CDP     | 504        |
| Chula Vista              | CDP     | 288        |
| Chula Vista              | CDP     | 3818       |
| Chula Vista              | CDP     | 450        |
| Cibolo                   | city    | 15349      |
| Cienegas Terrace         | CDP     | 3424       |
| Cinco Ranch              | CDP     | 18274      |
| Circle D-KC Estates      | CDP     | 2393       |
| Cisco                    | city    | 3899       |
| Citrus City              | CDP     | 2321       |
| Clarendon                | city    | 2026       |
| Clarksville              | city    | 3285       |
| Clarksville City         | city    | 865        |
| Claude                   | city    | 1196       |
| Clear Lake Shores        | city    | 1063       |
| Cleburne                 | city    | 29337      |
| Cleveland                | city    | 7675       |
| Clifton                  | city    | 3442       |
| Clint                    | town    | 926        |
| Cloverleaf               | CDP     | 22942      |
| Clute                    | city    | 11211      |
| Clyde                    | city    | 3713       |
| Coahoma                  | town    | 817        |
| Cockrell Hill            | city    | 4193       |
| Coffee City              | town    | 278        |
| Coldspring               | city    | 853        |
| Coleman                  | city    | 4709       |
| College Station          | city    | 93857      |
| Colleyville              | city    | 22807      |
| Collinsville             | town    | 1624       |
| Colmesneil               | city    | 596        |
| Colorado Acres           | CDP     | 296        |
| Colorado City            | city    | 4146       |
| Columbus                 | city    | 3655       |
| Comanche                 | city    | 4335       |
| Combes                   | town    | 2895       |
| Combine                  | city    | 1942       |
| Comfort                  | CDP     | 2363       |
| Commerce                 | city    | 8078       |
| Como                     | town    | 702        |
| Concepcion               | CDP     | 62         |
| Conroe                   | city    | 56207      |
| Converse                 | city    | 18198      |
| Cool                     | city    | 157        |
| Coolidge                 | town    | 955        |
| Cooper                   | city    | 1969       |
| Coppell                  | city    | 38659      |
| Copperas Cove            | city    | 32032      |
| Copper Canyon            | town    | 1334       |
| Corinth                  | city    | 19935      |
| Corpus Christi           | city    | 305215     |
| Corral City              | town    | 27         |
| Corrigan                 | town    | 1595       |
| Corsicana                | city    | 23770      |
| Cottonwood               | city    | 185        |
| Cottonwood Shores        | city    | 1123       |
| Cotulla                  | city    | 3603       |
| Country Acres            | CDP     | 185        |
| Cove                     | city    | 510        |
| Covington                | city    | 269        |
| Coyanosa                 | CDP     | 163        |
| Coyote Acres             | CDP     | 508        |
| Coyote Flats             | CDP     | 312        |
| Crandall                 | city    | 2858       |
| Crane                    | city    | 3353       |
| Cranfills Gap            | city    | 281        |
| Crawford                 | town    | 717        |
| Creedmoor                | city    | 202        |
| Cresson                  | city    | 741        |
| Crockett                 | city    | 6950       |
| Crosby                   | CDP     | 2299       |
| Crosbyton                | city    | 1741       |
| Cross Mountain           | CDP     | 3124       |
| Cross Plains             | town    | 982        |
| Cross Roads              | town    | 1563       |
| Cross Timber             | town    | 268        |
| Crowell                  | city    | 948        |
| Crowley                  | city    | 12838      |
| Crystal City             | city    | 7138       |
| Cuero                    | city    | 6841       |
| Cuevitas                 | CDP     | 40         |
| Cumby                    | city    | 777        |
| Cumings                  | CDP     | 981        |
| Cuney                    | town    | 140        |
| Cushing                  | city    | 612        |
| Cut and Shoot            | city    | 1070       |